# Bohemian Rhapsody (film)
Pour la chanson du groupe Queen, voir Bohemian Rhapsody.
Pour plus de détails, voir Fiche technique et Distribution.
Bohemian Rhapsody est un film biographique britannico-américain réalisé par Bryan Singer, puis par Dexter Fletcher après le renvoi de ce premier, sorti en 2018. Il s’agit du portrait romancé et parfois inexact du chanteur de rock britannique Freddie Mercury et de son groupe Queen. Il revient ainsi sur le parcours du groupe, de sa formation en 1970 jusqu'à son apparition au concert Live Aid en 1985.
Le film remporte un énorme succès international avec plus de 910 millions de dollars de recettes mondiales (avec la resortie de 2020), il devient le film biographique musical le plus rentable de l'histoire et le troisième plus gros succès de la 20th Century Fox. Il reçoit également des retours critiques globalement positifs.
Il est nommé sept fois à la 72e cérémonie des British Academy Film Awards, remportant deux prix, et cinq fois à la 91e cérémonie des Oscars où il se voit attribuer quatre statuettes. Rami Malek, l'interprète de Freddie Mercury, remporte des prix prestigieux comme l'Oscar du meilleur acteur, le Golden Globe du meilleur acteur dans un film dramatique, le British Academy Film Award du meilleur acteur, l'Australian Academy of Cinema Award du meilleur acteur, le Screen Actor Guild Award du meilleur acteur ou encore le Satellite Award du meilleur acteur dans une comédie ou un film musical.

## Synopsis

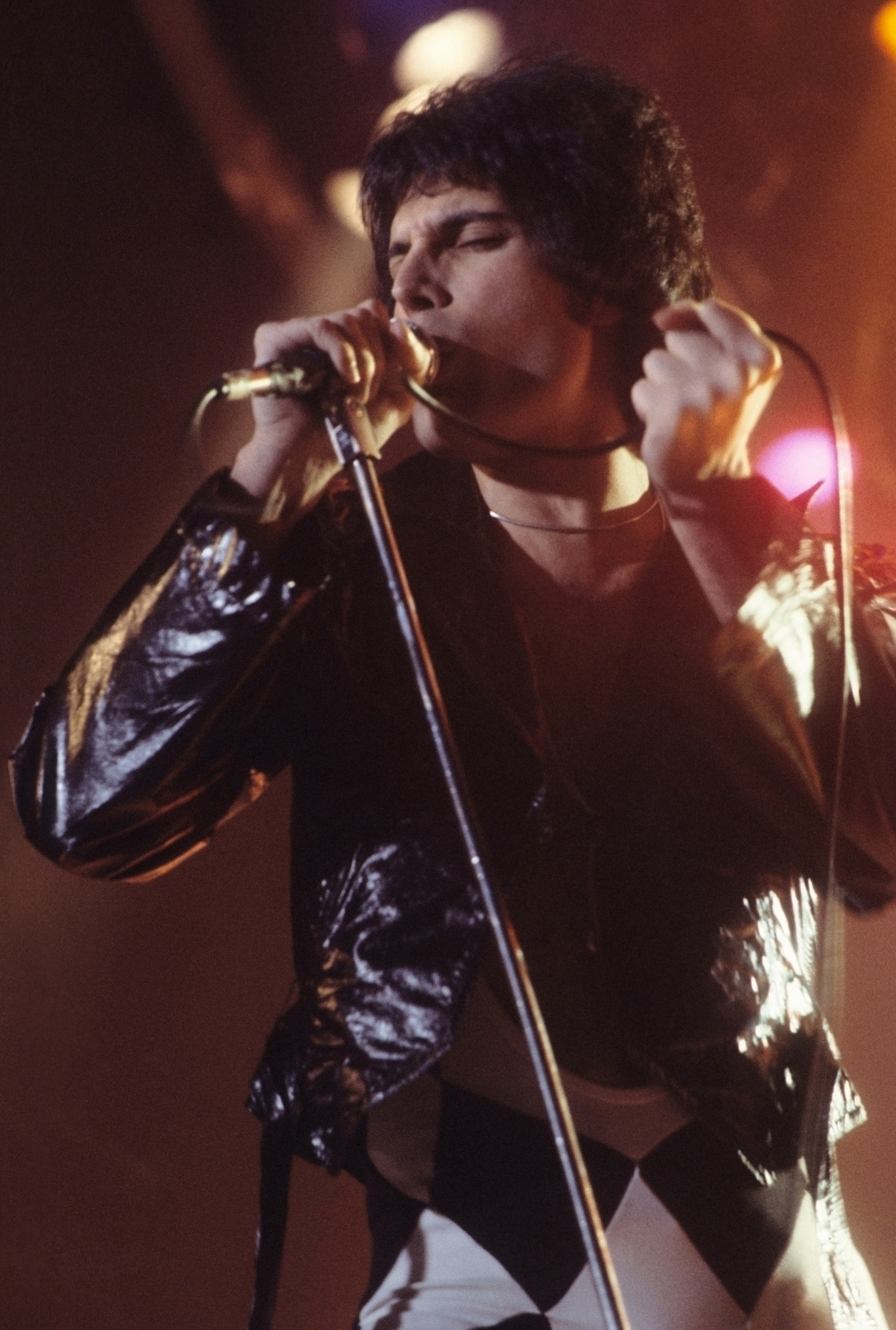
Freddie Mercury sur scène à New Haven en novembre 1977 en musique.

En 1970, Farrokh Bulsara, un immigré parsi, est étudiant en art et travaille comme bagagiste à l'aéroport de Londres-Heathrow. Un soir, dans une petite boîte de nuit, il découvre sur scène le groupe de rock Smile, alors composé du guitariste Brian May, du batteur Roger Taylor et du chanteur-bassiste Tim Staffell. Ce dernier annonce aux deux autres qu'il a décidé de quitter la formation pour rejoindre un autre groupe qui lui semble plus prometteur. Après le concert, Farrokh se présente à Brian May et Roger Taylor, qui sont alors dépités. Ils ne prennent pas au sérieux ce jeune homme au look étrange et Roger Taylor, alors étudiant en médecine dentaire, se moque même de sa dentition si particulière, mais Farrokh leur fait une démonstration de ses capacités en chant qui les fait changer d'avis. Après des débuts hésitants, ils sont rejoints par le bassiste John Deacon. Le groupe se renomme Queen, alors que Farrokh choisit comme nouveau nom Freddie Mercury, malgré les réticences de son père. Le groupe commence à se faire remarquer, notamment par les performances scéniques de Freddie, qui demande par ailleurs en mariage Mary Austin, une vendeuse de vêtements qu'il fréquente depuis plusieurs mois et qui l'aide à créer ses costumes de scène.
Le groupe va imposer son style et Freddie a une idée pour un album qui succédera au succès de Killer Queen. Après plusieurs semaines d'enregistrement dans un studio en pleine campagne, Queen présente Bohemian Rhapsody, qui ne convainc pas le producteur Ray Foster d'EMI, trouvant les paroles confuses et le morceau trop long pour être diffusé à la radio. Queen quitte le label et fait passer le single dans des petites radios, créant un engouement populaire. Pendant ce temps, le couple Mary-Freddie bat de l'aile : Freddie veut sa liberté et se sent davantage attiré par les hommes. Au fil des années, le groupe enchaîne les tournées et les albums, Freddie organise des soirées exubérantes dans sa nouvelle maison, à côté de celle où il a installé Mary. S'installe alors une certaine routine entre enregistrements d'albums et longues tournées internationales.
Voyant que les autres membres du groupe ont désormais une vie de famille, Freddie a des envies d'ailleurs. Il se brouille avec les trois autres membres du groupe et se lance dans une carrière solo, poussé par Paul Prenter qui évince John Reid, jusqu'alors manager du groupe, avec un contrat de 4 millions de dollars chez CBS Records. Fin 1984, il se rend à Munich avec Paul, pour y enregistrer son premier album solo. Paul va alors filtrer de nombreux appels téléphoniques de Mary ou du manager de Queen, Jim « Miami » Beach. Quand Freddie apprend lors d'une visite surprise de Mary que Paul ne lui a pas parlé du projet de concert Live Aid, il renvoie ce dernier sur le champ et décide de retourner à Londres, pour s'excuser auprès des membres de Queen. Paul se venge par une interview télévisée où il révèle que Freddie a sombré dans la drogue et le sexe.
Freddie veut absolument participer avec le groupe à ce concert de charité exceptionnel ; Jim Beach a la possibilité de les rajouter à la dernière minute dans la programmation, mais il doit avoir une réponse rapide. D'abord réticents, Brian, Roger et John décident donc de reformer Queen à deux conditions : ne plus voir Paul Prenter et obtenir que tous les morceaux à venir ne soient plus crédités au nom des auteurs principaux, mais de Queen, afin que les quatre membres du groupe perçoivent leurs royalties à parts égales, deux conditions que Freddie accepte sans discuter. Durant les répétitions, Freddie, affaibli, apprend à ses camarades qu'il est atteint du SIDA et leur demande de ne pas divulguer cette information. Freddie renoue avec Jim Hutton et mène désormais une vie plus calme dans sa maison londonienne avec ses chats. Cependant, sur la scène du Live Aid, le 13 juillet 1985, il va tout donner dans un stade de Wembley en fusion, parvenant à retrouver sa voix sur scène et électriser le public. Dans cette scène finale du film, Rami Malek reproduit au geste par geste la performance de Freddie Mercury.
Le film se conclut sur un texte annonçant la mort de Freddie Mercury des suites d'une pneumonie liée au SIDA le 24 novembre 1991 et son incinération selon la foi zoroastrienne de sa famille.

## Fiche technique
Sauf indication contraire, les informations mentionnées dans cette section peuvent être confirmées par la base de données cinématographiques IMDb,  présente dans la section « Liens externes ».
- Titre original, français et québécois : Bohemian Rhapsody
- Réalisation : Bryan Singer, avec la participation non créditée de Dexter Fletcher (ayant remplacé Singer après son renvoi)[1]
- Assistant réalisateur : Jack Ravenscroft
- Scénario : Anthony McCarten, d’après une histoire d'Anthony McCarten et Peter Morgan
- Direction artistique : Aaron Haye
- Décors : Rachel Aulton, David Hindle, Hannah Moseley et Alice Sutton
- Costumes : Julian Day
- Directeur de la photographie : Newton Thomas Sigel
- Montage et musique : John Ottman
- Son : John Casall / mixage : Paul Massey
- Maquillage et coiffure : Jo Barrass-Short, Mark Coulier
- Distribution des rôles : Susie Figgis
- Effets spéciaux : Mark Holt
- Production : Jim Beach et Graham King
- Production exécutive : Dexter Fletcher, Justin Haythe, Arnon Milchan, Denis O'Sullivan et Jane Rosenthal
- Coproduction : Richard Hewitt
- Sociétés de production : GK Films ; New Regency Pictures, Queen Films Ltd., Tribeca Productions (coproductions)
- Sociétés de distribution : 20th Century Fox (États-Unis et Royaume-Uni); Twentieth Century Fox France (France); Warner Bros. (Pays-Bas)
- Pays d'origine :  Royaume-Uni,  États-Unis
- Langue originale : anglais
- Format : couleur — 2,39:1 — son Dolby Atmos
- Genre : biopic
- Durée : 134 minutes
- Dates de sortie[8] :
  - Royaume-Uni : 23 octobre 2018 (avant-première mondiale dans la SSE Arena de Wembley à Londres[9]) ; 24 octobre 2018 (sortie nationale)
  - France : 31 octobre 2018[10]
  - États-Unis, Canada : 2 novembre 2018
- Classification : PG-13 (accord parental nécessaire) aux États-Unis; tous publics en France[11]

## Distribution

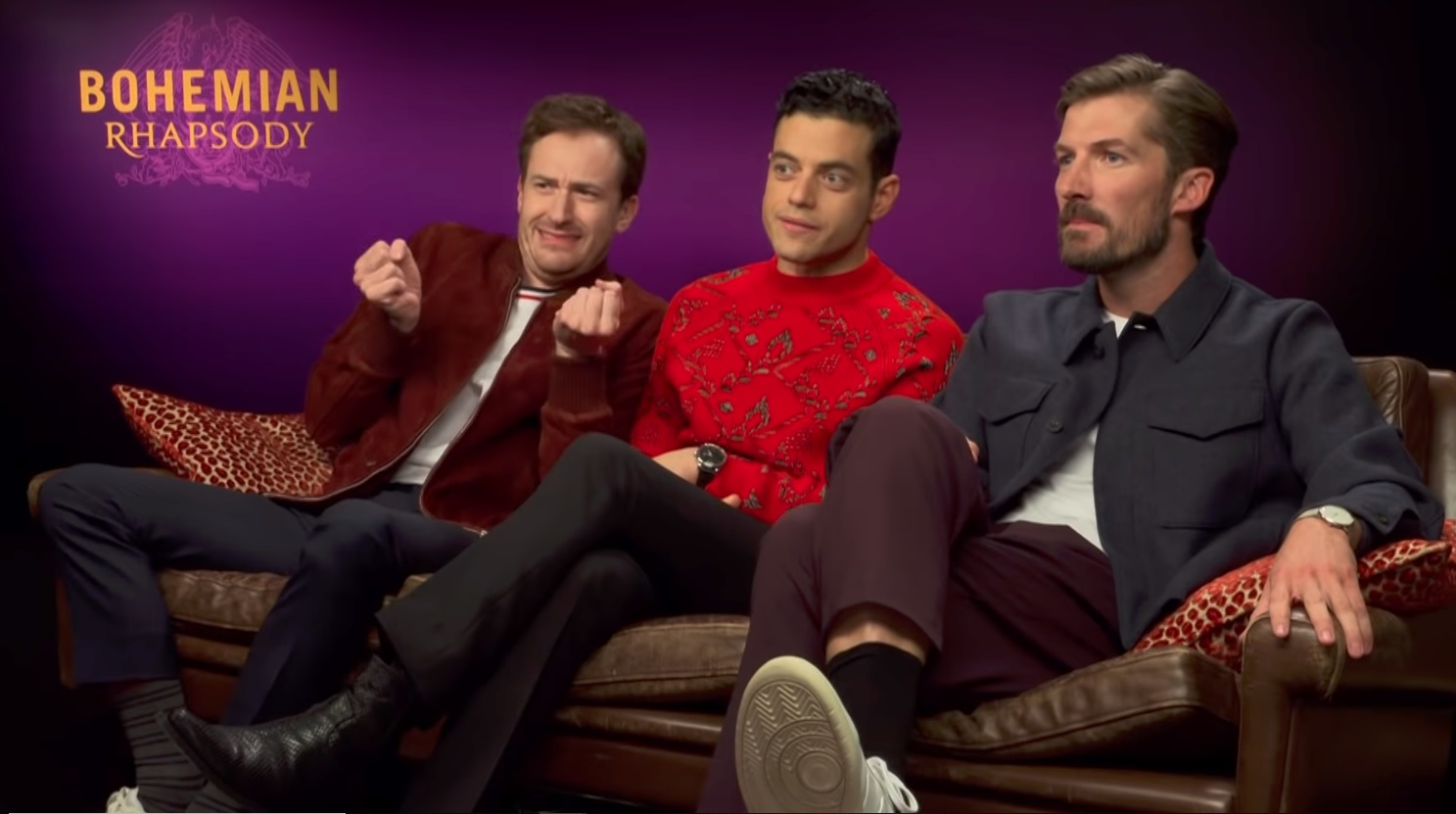
De gauche à droite : Joseph Mazzello, Rami Malek et Gwilym Lee durant la promotion du film en 2018.

- Rami Malek (VF : Sébastien Desjours ; VQ : Nicholas Savard L'Herbier) : Farrokh Bulsara, devenu Freddie Mercury
- Lucy Boynton (VF : Pascale Mompez ; VQ : Catherine Brunet) : Mary Austin, la compagne de longue date de Freddie Mercury
- Gwilym Lee (VF : Anatole de Bodinat ; VQ : Adrien Bletton) : Brian May
- Ben Hardy (VF : Gauthier Battoue ; VQ : Hugolin Chevrette) : Roger Taylor
- Joe Mazzello (VF : Nicolas Hardy ; VQ : Frédéric Milaire Zouvi) : John Deacon
- Allen Leech (VF : Benjamin Boyer ; VQ : Kevin Houle) : Paul Prenter, le manager personnel de Freddie
- Aaron McCusker (VF : Guillaume Bourboulon ; VQ : Philippe Martin) : Jim Hutton, le petit-ami de Freddie Mercury
- Aidan Gillen (VF : Xavier Béjà ; VQ : Nicolas Charbonneaux-Collombet) : John Reid, le premier manager de Queen
- Tom Hollander (VF : Arnaud Arbessier ; VQ : Benoît Éthier) : Jim « Miami » Beach (en), le second manager
- Mike Myers (VF : Emmanuel Curtil ; VQ : Benoît Rousseau) : Ray Foster, le premier producteur de Queen chez EMI
- Ace Bhatti (en) (VF : Omar Yami) : Bomi Bulsara, le père de Freddie Mercury
- Meneka Das (VF : Aurélia Khazan) : Jer Bulsara, la mère de Freddie Mercury
- Priya Blackburn (VF : Laëtitia Coryn) : Kashmira Bulsara, la sœur de Freddie Mercury
- Neil Fox-Roberts : M. Austin, le père de Mary Austin
- Dermot Murphy : Bob Geldof
- Dickie Beau : Kenny Everett
- Philip Andrew : Reinhold Mack
- Matthew Houston : Larry Mullen Jr.
- Jack Roth : Tim Staffell, le chanteur-bassiste du groupe Smile
- Michelle Duncan (VF : Sara Viot) : Shelley Stern, une journaliste à la conférence de presse
- Jess Radomska : Cheryl
- Max Bennett : David
- Jorge Leon Martinez : un technicien de tournée
- Adam Lambert : un camionneur (caméo)
- Tim Plester (en) : Roy Thomas Baker
- Kieran Hardcastle : le bagagiste à l'aéroport d'Heathrow
- Ross Green : le premier reporter
- Martin Oelbermann (VF : Jochen Haegele) : le journaliste TV allemand
- Ian Gabriel Dumdum : le médecin de l'hôpital
- Matt Greenwood (en) : le jeune homme à la clinique
- Brian May : un spectateur à Top of the Pops (caméo)[12].
- Luke Deacon (fils de John Deacon) : un spectateur qui fait un clin d'œil à Freddie Mercury[13]
- Marc Martel : chant additionnel (non crédité)

Version française
- Studio de doublage : Dubbing Brothers
- Direction artistique : Barbara Tissier
- Adaptation : Pierre Arson

 Source et légende : version française (VF) sur RS Doublage  et AlloDoublage
 Source et légende : version québécoise (VQ) sur Doublage.qc.ca

## Production
Le film connut une gestation de près d'une décennie, et fut qualifié de Development hell (en),. Les membres de Queen Brian May et Roger Taylor supervisèrent la production tout au long du processus, au contraire de John Deacon qui s'est retiré de la vie publique en 1997 et ne s'implique plus dans les affaires du groupe.

### Genèse et développement

#### Premier projet avec Sacha Baron Cohen (2010-2013)

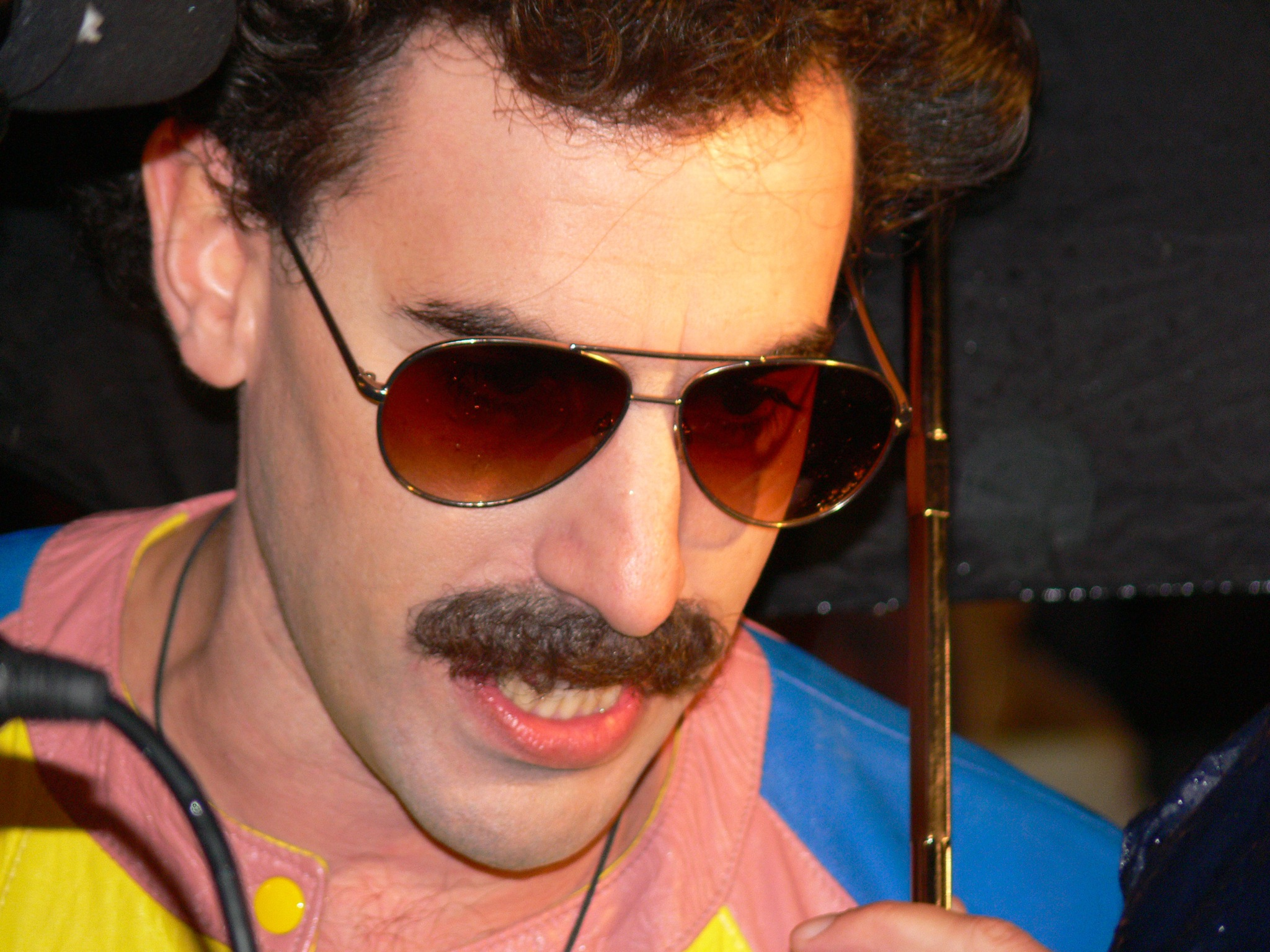
Sacha Baron Cohen.

En septembre 2010, Brian May, guitariste de Queen, révèle à la BBC qu'un film va être consacré à son groupe et à Freddie Mercury, avec Sacha Baron Cohen dans le rôle de ce dernier,,. Le film, qui ne porte alors pas encore de titre, doit décrire la période qui culmine avec la prestation de Queen au concert du Live Aid au stade de Wembley en 1985, sans évoquer les dernières années de Mercury, mort du SIDA en 1991,,. Le scénario en est confié à Peter Morgan et la production doit en être assurée par GK Films (Graham King) et Tribeca Productions (Robert De Niro et Jane Rosenthal),.
Graham King, producteur britannique établi à Hollywood, est la cheville ouvrière du projet, comme le souligne Variety dans un article malicieusement intitulé King courts Queen (« Le roi courtise la reine ») : « J'ai toujours été un grand fan et c'est une histoire qui n'a jamais été contée ».
Deadline précise à l'époque que, le style vocal de Freddie Mercury étant inimitable, on ne savait pas encore si Baron Cohen chanterait. C'est la première fois que Brian May, Roger Taylor et John Deacon concèdent des droits sur certains titres (dont Bohemian Rhapsody, We Will Rock You, Another One Bites the Dust et We Are the Champions) à un film consacré au groupe et ils constituent alors la société Queen Films pour être associés à la production.

Logo de Queen.

En avril 2011, Brian May déclare à la presse que Sacha Baron Cohen est le meilleur choix pour interpréter Freddie Mercury, et que Baron Cohen dit depuis plusieurs années au groupe qu'il est né pour jouer ce rôle. Il déclare alors : « Nous avons résisté pendant longtemps à l'idée de faire ce film et c'est seulement maintenant que nous sentons que nous avons les bonnes personnes que nous avons donné notre accord ». Il souligne également l'extraordinaire enthousiasme de Baron Cohen : « Si Sacha n'avait pas insisté encore et encore, nous n'en serions pas là. Nous ne l'avons pas choisi. Il nous a choisis. (…) Il est passionné par l'idée de jouer Freddie. Depuis des années, il répète qu'il va le faire ».
Mais Sacha Baron Cohen quitte le projet en juillet 2013, par suite de divergences de vue avec les membres de Queen : ceux-ci veulent faire un film tous publics, un film familial, alors que Baron Cohen escomptait un film pour adultes centré sur le chanteur gay,,.
En septembre de la même année, le batteur de Queen Roger Taylor déclare à la presse : « Nous sentions que Sacha n'était probablement pas celui qu'il fallait au final. Nous ne voulions pas que cela devienne une farce. Nous voulons que les gens soient en pleurs »,. Roger Taylor déclare également être frustré par la longueur du processus de gestation : « Je pensais que le business musical était lent, mais c'est comme si on nageait dans de la mélasse »,.
Brian May explique, en octobre 2013, que Sacha Baron Cohen était trop connu pour interpréter Freddie Mercury : « Nous sentions que sa présence dans le film serait très dérangeante. L'homme qui joue Freddie, vous devez vraiment croire que c'est Freddie. Et nous ne pensons pas que ce puisse être le cas avec Sacha (…) Ce n'est en aucun cas une critique de son talent, c'est juste une impression que cela n'allait pas marcher. Nous nous sommes séparés en très bons termes ».
Le scénariste Peter Morgan déclare à cette époque que le film ne va probablement pas voir le jour à cause du départ de Sacha Baron Cohen alors que, dans le même temps, le producteur Graham King soutient que le projet est toujours d'actualité,.
La relation entre Queen et Sacha Baron Cohen tourne au vinaigre au printemps 2016 lorsque l'acteur prétend que Brian May n'est pas un grand producteur de cinéma, que les membres de Queen ont voulu édulcorer le film et qu'ils ont voulu en recentrer une partie substantielle sur eux-mêmes, amenant Brian May à répliquer que « Sacha est devenu un con » (« an arse ») et s'est mis à raconter des contre-vérités,.

#### Deuxième projet avec Dexter Fletcher et Ben Whishaw (2013-2014)

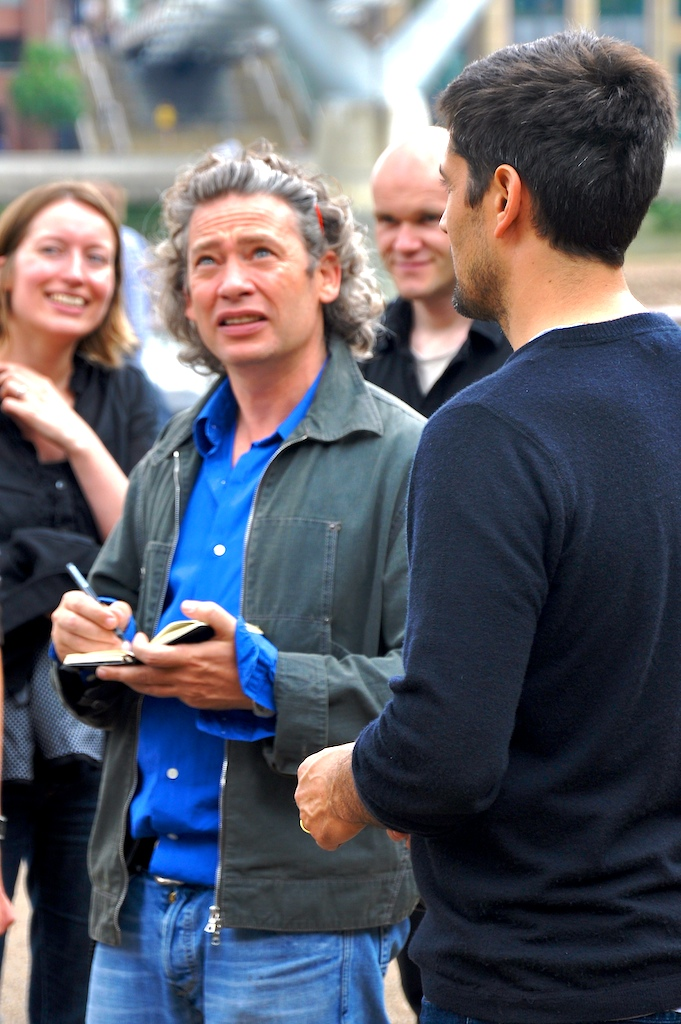
Dexter Fletcher.

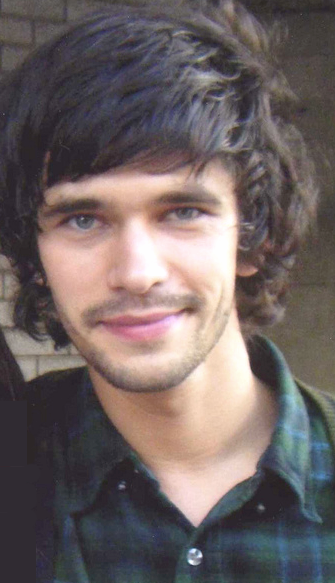
Ben Whishaw.

Le départ de Sacha Baron Cohen déclenche une vague de spéculations frénétiques sur la distribution du film : en septembre 2013, des rumeurs circulent autour de l'implication de Daniel Radcliffe, qui devient le favori des bookmakers mais s'empresse de démentir : « Tous ceux qui disent que je ne suis pas du tout fait pour ce rôle ont raison »,.
Le nom de Dominic Cooper est également cité, tant pour sa ressemblance physique avec Mercury que pour ses talents de chanteur.
En octobre 2013, Roger Taylor révèle que l'acteur britannique Ben Whishaw (Q dans Skyfall et 007 Spectre) a la préférence du groupe pour interpréter Freddie Mercury, après le départ de Sacha Baron Cohen. Brian May considère en effet Ben Whishaw comme un « véritable acteur ».
En décembre 2013, GK Films annonce que le film va être dirigé par l'acteur et réalisateur britannique Dexter Fletcher, réalisateur de Wild Bill et de Sunshine on Leith, et confirme Ben Whishaw dans le rôle de Freddie Mercury,.
Mais le projet connait de sérieux revers en 2014. Tout d'abord, le coproducteur Tim Headington se retire de la société GK Films, en février 2014, par suite d'importantes pertes financières dont 80 millions de dollars rien que sur le film Hugo Cabret de Martin Scorsese (2011). De plus, en mars 2014, le Huffington Post titre Another One Bites The Dust car Dexter Fletcher se retire pour cause de divergences artistiques avec le producteur Graham King,,,.

#### Troisième tentative: le projet se concrétise (2015 - 2017)

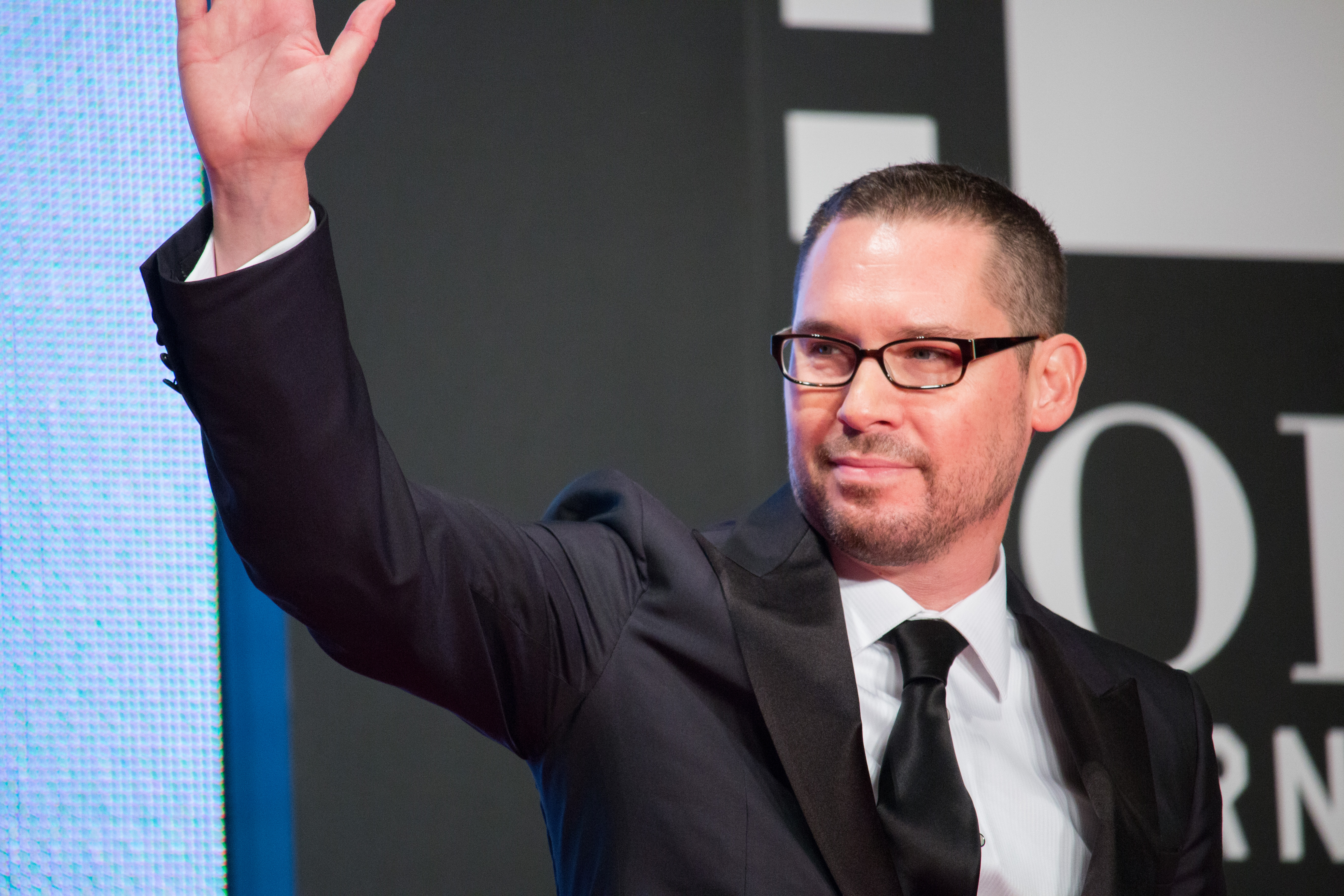
Le réalisateur Bryan Singer, ici en octobre 2015.

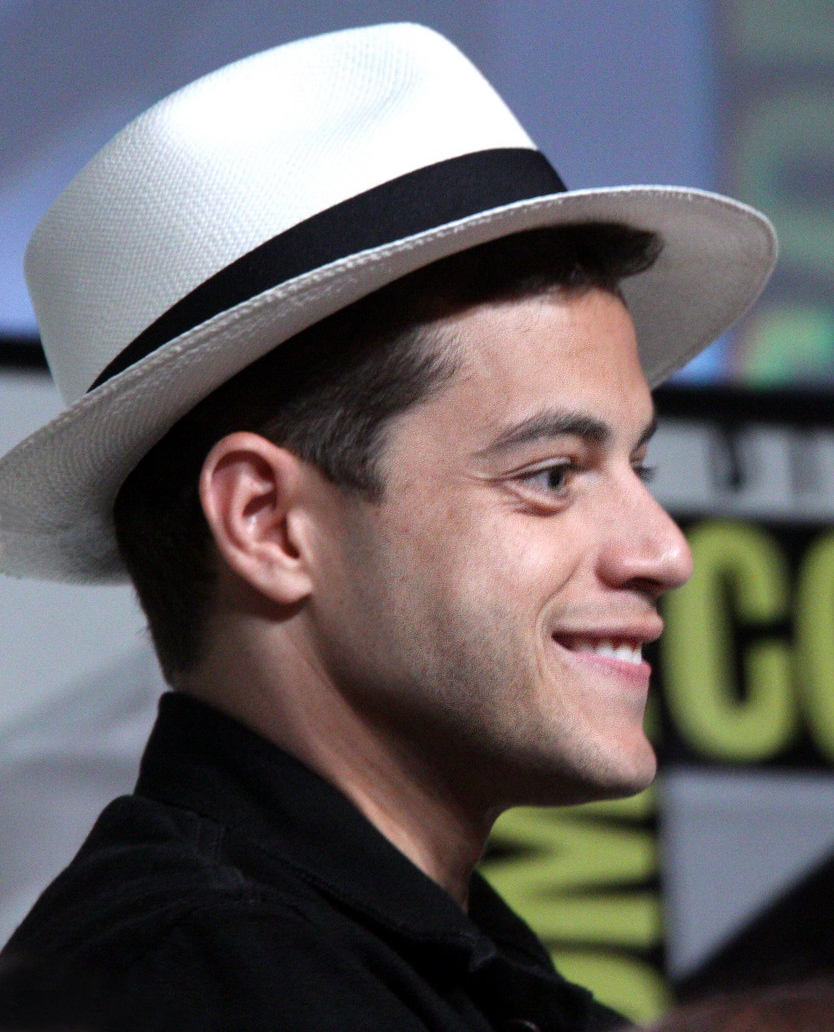
Rami Malek interprète Freddie Mercury dans Bohemian Rhapsody en 2018.

En novembre 2015, GK Films envisage de baptiser le film Bohemian Rhapsody et engage le scénariste Anthony McCarten, notamment auteur de Une merveilleuse histoire du temps (film biographique consacré à la vie du physicien et cosmologiste Stephen Hawking).
Un an plus tard, en novembre 2016, 20th Century Fox et New Regency rejoignent le projet. Le tournage est alors annoncé pour le début de l'année 2017,.
Le réalisateur américain Bryan Singer est alors pressenti pour en assurer la direction,,,,,.
Dans cette troisième mouture du film, le rôle du frontman de Queen revient à l'acteur américain d'origine égyptienne Rami Malek (Mr. Robot, La Nuit au musée),,,,.
Pour incarner le batteur Roger Taylor, le nom de Johnny Flynn est évoqué en 2015, avant que Ben Hardy soit confirmé dans le rôle en juin 2017. Bryan Singer l'avait déjà dirigé dans son précédent film, X-Men: Apocalypse (2016).
En août 2017, il est annoncé que Joseph Mazzello et Gwilym Lee incarneront respectivement les deux autres membres de Queen, John Deacon et Brian May. Mazzello et Malek ont déjà tourné ensemble dans la série The Pacific.
Fin septembre 2017, Aidan Gillen et Tom Hollander rejoignent la distribution pour incarner les managers du groupe, respectivement John Reid (manager de 1975 à 1978) et Jim Beach (en) (à partir de 1978). Par ailleurs, l'acteur principal Rami Malek confirme sur les réseaux sociaux la présence de Mike Myers : « J'ai joué aux côtés de Mike Myers aujourd'hui et je n'ai pas autant ri depuis longtemps. Inoubliable journée. ». Myers joue un producteur de musique et refuse Bohemian Rhapsody en arguant que ce n'est pas le genre de chanson sur laquelle les jeunes secouent la tête en l'écoutant dans leur voiture. Il s'agit d'un clin d'œil au film Wayne's World dans lequel Wayne (également joué par Mike Myers) et ses amis, entassés dans une voiture, chantent Bohemian Rhapsody en secouant la tête. Cette scène est par la suite devenue culte.

#### Renvoi de Bryan Singer
Début décembre 2017, la production s'interrompt subitement et temporairement en raison de l'absence de Bryan Singer qui n'est pas revenu sur le tournage après la pause de Thanksgiving, fin novembre. Son représentant déclare à BBC News que la cause en est « un problème de santé personnel, qui touche Bryan et sa famille » et ajoute que le réalisateur « espère se remettre au travail rapidement après les fêtes ». Avec moins de trois semaines restantes sur le tournage, Singer a demandé une interruption de tournage car sa mère était extrêmement malade. Dans un communiqué du 5 décembre 2017, la 20th Century Fox annonce le renvoi de Bryan Singer. Plusieurs sites rapportent les absences nombreuses et répétitives du cinéaste, qui obligent le directeur de la photographie Newton Thomas Sigel à diriger des scènes à sa place. Les conflits sur le tournage entre le réalisateur et l'acteur Rami Malek, qui interprète Freddie Mercury, sont aussi évoqués. Le comédien se serait plaint auprès du studio du comportement de Bryan Singer et de son manque de professionnalisme, poussant les dirigeants de la Fox à renvoyer le réalisateur. D'autres sources ont affirmé que Malek et l’équipe s'étaient lassés du comportement de Singer, qui serait arrivé en retard pour s'installer et se heurter à Malek. Tom Hollander, qui interprète Jim Beach, a brièvement quitté le film à cause de problèmes avec Singer, mais a été convaincu de revenir. Le 6 décembre 2017, il est officiellement remplacé par Dexter Fletcher qui avait été pressenti pour réaliser le film en décembre 2013. Fletcher a estimé plus tard que les deux tiers de la photographie principale avaient été terminés lorsqu'il a rejoint la production, en disant : "Je suis entré dans les dernières semaines de la photographie et du montage principaux et les morceaux comme ça... Je regardais deux actes complets dans un bon film, et je devais ne pas le laisser tomber."
Selon la Directors Guild of America, un seul réalisateur peut être nommé pour un film, et la DGA a le contrôle exclusif sur qui ce sera. Bien que Fletcher ait remplacé Singer avec deux semaines restantes dans la production, Singer avait embauché les acteurs, l'équipe et avait tourné la majeure partie du film. Le producteur Graham King a annoncé en juin 2018 que Singer recevrait le crédit de réalisation du film fini. Fletcher a reçu un crédit de producteur exécutif.

### Tournage
Le tournage débute le 8 septembre 2017 à Londres,. Les scènes du célèbre concert Live Aid de 1985 ont été entièrement reconstituées sur la base aérienne de Bovingdon, non loin de Hemel Hempstead dans le Hertfordshire, le stade original ayant été démoli en 2003.
Rami Malek n'interprète pas lui-même les chansons de Queen dans le film. Sa voix est doublée en alternance par celles de Freddie Mercury (pour les playback) et du chanteur Marc Martel. En effet, quelques années plus tôt, ce dernier avait enregistré des reprises de chansons du groupe puis les avait envoyées à Brian May et Roger Taylor. Les deux musiciens furent impressionnés par le timbre de Martel, si similaire à celui de Freddie Mercury.
Le 30 janvier 2018, Gwilym Lee a posté sur les réseaux sociaux que le tournage était terminé. Les effets visuels ont été fournis par DNEG et supervisés par Paul Norris.

### Postproduction
À l'origine, la séquence du Live Aid durait vingt minutes, ce qui correspondait au temps de scène qu'avait Queen lors du vrai concert. Durant ce temps, le groupe avait interprété six chansons : Bohemian Rhapsody, Radio Ga Ga, Hammer to Fall, Crazy Little Thing Called Love, We Will Rock You et We Are the Champions. Jugée trop longue par la production, la séquence fut raccourcie d'une dizaine de minutes. De ce fait, dans le film, Queen n'interprète que quatre chansons. Radio Ga Ga et Hammer to Fall sont toutes les deux réduites d'un couplet tandis que les deux suivantes ont été supprimées.
La séquence est cependant disponible en intégralité sur les éditions vidéos.

### Musique
John Ottman, fidèle collaborateur de Bryan Singer, compose la musique du film. La bande originale officielle, contenant plusieurs titres du groupe Queen et des enregistrements inédits, dont cinq chansons venant du concert de 21 minutes Live Aid en juillet 1985, qui n'étaient jamais parues en CD audio.
L'album du film sort chez Virgin Universal / Hollywood Records en CD, téléchargement et cassette le 19 octobre 2018. Une version en vinyle est prévue en février ou mars 2019.
Fin 2019, le chiffre de vente de la bande originale dépasse les 4 millions d'exemplaires dans le monde,.
La B.O. remporte l'American Music Award for Top Soundtrack 2019.

## Accueil

### Avant-première et sorties
L'avant-première mondiale a lieu le 23 octobre 2018 dans la SSE Arena de Wembley à Londres, avant sa sortie nationale dès le 24 octobre 2018 au Royaume-Uni. En France, il sort le 31 octobre 2018 et aux États-Unis, comme au Québec, le 2 novembre 2018.

### Critiques
Les premières critiques de la presse sont très mitigées, le site Indiewire indiquant sobrement que le film est tout simplement « gênant » tandis que le New York Post parle d'une « calamité ». Certains se montrent plus sévères, comme le site Uproxx, et rajoutent que le film n'aurait jamais dû exister. Kevin Fallon du site The Daily Beast considère le film comme une « insulte » à la mémoire de Freddie Mercury, réécrivant l'histoire du groupe pour la rendre tragique et décrivant le chanteur comme un débauché dont les choix de vie lui ont coûté la vie. Si les défauts du scénario sont pointés du doigt, le jeu d'acteur de Rami Malek est salué pour sa performance. Pas assez complet et détaillé, le film biographique est jugé trop lisse par une grande partie des critiques faisant office de références dans le cinéma. Le fait que le film soit un ensemble « de concerts copiés-collés » est aussi jugé regrettable. Le montage est aussi critiqué, surtout après que le film est distingué par l'Oscar consacrant l'editing ; John Ottman reconnaît des maladresses dues au renvoi de Bryan Singer et aux reshoots.
Du côté de la presse française, les avis sont également divergents. Pour Télérama, « ce biopic trop lisse sur Freddie Mercury frise l’hagiographie » mais le magazine précise que « les scènes de concert fabuleuses de la rock star, morte du sida en 1991, sauvent la mise ». Beaucoup moins enthousiastes, les Inrocks écrivent : « En ne s’affranchissant jamais de la légende, Bohemian Rhapsody se contente de mimer ce qu'une fiche Wikipédia pourrait nous apprendre et s’enlise dans d’interminables interludes musicaux (le fameux concert du Live Aid en 1985) que le film recrache in extenso, sous couvert de performance, sans aucune idée de mise en scène. »
Du côté du public francophone, les avis s'élèvent à 6,7/ 10 sur le site SensCritique, note basée sur plus de 39000 retours des spectateurs.
La note est de 4.3/5 sur le site Allocine (à la suite de plus de 42 000 notations).

### Box-office

#### Dans les pays anglophones
Bohemian Rhapsody remporte un succès commercial inattendu compte tenu des problèmes de productions et des critiques mitigées de la part de la presse,. Distribué dans 4 000 salles sur le territoire américain, le long-métrage prend directement la première place du box-office avec 51,1 millions de $ durant le week-end de sa sortie, faisant mieux que les prévisions estimés à 26-30 millions de $ pour son démarrage pour un film dont le sujet et la personnalité détonnent dans une époque obsédée par le hip-hop. En une semaine, le film atteint le cap des 100 millions, remboursant le coût de production de 52 millions. Le succès est confirmé au Royaume-Uni, sorti quelques jours avant les États-Unis, avec 26 millions $ en trois semaines, dont deux en tête des meilleures recettes. Après 33 semaines d'exploitations, le film rapporte 54 951 548 £.
Aux États-Unis, le film quitte les salles après 175 jours et 216 428 042 $ de recettes, c'est le dixième succès de l'année.
Les ventes de DVD et Blu-ray aux États-Unis rapportent plus de 60M$.

#### Sur le plan international
Au Japon, où le groupe a connu une énorme popularité, Bohemian Rhapsody prend la tête du box-office durant deux semaines avec plus de 11,7 millions $ de recettes engrangées depuis sa sortie. Alors qu'il est dans le top 10 depuis huit semaines, il reprend la tête du box-office japonais durant les deux premières semaines de janvier 2019 portant le cumul à 81 millions $ depuis sa sortie. En 23 semaines, il totalise 115,3 millions $ de recettes, ce qui est le meilleur résultat du film à l'international. En France, Bohemian Rhapsody démarre à 8 millions $ de recettes et a engrangé 35,3 millions $ en 25 semaines.
En Espagne, en Allemagne, au Mexique, en Corée du Sud et en Australie, le film démarre avec plus de 5 millions $ de recettes, tandis qu'en Russie, c'est pas moins de 4 millions $ récoltés pour son premier week-end d'exploitation. Depuis sa sortie, le film cumule à 31 millions $ en Espagne, 34,7 millions $ en Allemagne, 19,7 millions $ au Mexique, 76,3 millions $ en Corée du Sud et 38,4 millions $ en Australie. En Russie, le film totalise 16,4 millions $. Le 11 novembre 2018, Bohemian Rhapsody est devenu le biopic musical le plus rentable au box-office mondial, dépassant très largement N.W.A : Straight Outta Compton et ses 201,6 millions de $,,. À la mi-janvier 2019, le film dépasse les 770 millions de dollars de recettes mondiales. Après 78 jours, le film passe la barre des 200 millions de dollars aux États-Unis.
Le film est en tête du box office 2018 dans 17 pays (Japon, Espagne, Italie, Pays-Bas, République tchèque, Croatie, Suisse, Finlande, Bulgarie etc.). Il s'agit du plus gros succès de l'histoire en République tchèque devant Avatar avec 1 611 569 entrées (1 358 262 pour le film de James Cameron).
Le biopic sort le 22 mars 2019 en Chine avec un nombre très limité de salles, il rapporte 1,53 million $ pour son premier jour puis 2,58 millions pour son deuxième jour. Pour son premier week-end, il cumule 6,3 millions de $. Après une semaine en salles il passe la barre des 9 millions. Le deuxième week-end permet au film de rajouter 4,8 millions de $ avec un nombre de salles réduit. Après deux semaines le film totalise 12,66 millions de $. Cette sortie tardive permet au film de dépasser les 900 millions de $ de recettes. 32 jours après sa sortie le film cumule 13.98M$ avec seulement 1 769 salles (le film Song of Youth avec le même nombre de jours en salles est diffusé dans 10 759 salles...)
À l’international, le film rapporte plus de 687 millions de $ qui en fait le quatrième succès de 2018.
Le film totalise plus de 910 millions de $ de recettes à travers le monde dont plus de 115,69 millions $ au Japon, 74,18 millions $ en Corée du Sud, 39 millions en Australie, 19,65 millions au Mexique, 16,42 millions en Russie, 14,39 millions au Brésil ou encore 11,12 millions en République tchèque où avec 1 626 786 entrées le biopic devient le film le plus vu et le plus rentable depuis 1998.
Avec 910 809 311 $, Bohemian Rhapsody est le sixième succès mondial de l'année 2018.
Il affiche une rentabilité de 1 737 % par rapport à son budget.
Une estimation faite en janvier évalue à 92M$ ce que le film rapporte à chaque membre du groupe.

#### En Europe
En Allemagne, le film connaît également une longue vie en salles et totalise plus de 3,9 millions d'entrées, le biopic se classe leader au box office 2018.
En France, alors que les biopics intéressent peu le public, Bohemian Rhapsody prend à la surprise générale la première place du box-office avec 1 077 661 d'entrées dans 505 salles, délogeant Le Grand Bain, c'est le douzième démarrage de l'année. Le film conserve sa première place en deuxième semaine avec 722 802 entrées supplémentaires. Les 3 millions sont dépassés après 5 semaines d’exploitation. Les vacances de fin d'année dopent le nombre d'entrées avec 379 080 supplémentaires. Les quatre millions sont dépassés lors de la onzième semaine en salles. Le film reste 14 semaines dans le top 20 hebdomadaire. Pour ses 16e et 17e semaines en salles, il cumule encore 20 543 et 16 771 entrées. À la suite des quatre Oscars gagnés, la 18e semaine apporte 23 035 entrées supplémentaires.
Avec 4 372 506 entrées (dont 849 099 sur Paris), Bohemian Rhapsody est le 5e plus gros succès de l'année 2018.
Lors de sa première diffusion en clair, le film attire plus de 4 millions de téléspectateurs français, soit 20,9 % de part d’audience,,
La barre des quatre millions est dépassée en Italie, où le film connait une très longue vie en salles (41 semaines) ; en Espagne, le film dépasse également cette barre.
Il rapporte 69,99 millions $ au Royaume-Uni, 44,41 millions $ en Allemagne, 35,33 millions $ en France, 32 millions $ en Italie et 30,96 millions $ en Espagne.
Aux Pays-Bas, le film est le troisième plus gros succès de l'histoire avec 21 904 667 €.

#### Résultat au box-office par pays
| Pays ou région | Box-office        | Date d'arrêt du box-office | Nombre de semaines |
| -------------- | ----------------- | -------------------------- | ------------------ |
| États-Unis     | 216 668 042 $     | 25 avril 2019              | 25 (fin)           |
| France,        | 4 372 279 entrées | 24 avril 2019              | 26 (fin)           |
| Allemagne      | 3 966 276 entrées | 30 aout 2020               | 55 (fin)           |
| Espagne        | 4 429 055 entrées | 18 avril 2019              | 22 (fin)           |
| Italie         | 4 152 589 entrées | 8 septembre 2019           | 41 (fin)           |
| Total mondial  | 910 809 311 $     | 2 janvier 2022             | —                  |

### DVD et Blu-Ray
Aux États-Unis, le film est édité en DVD et Blu-ray (zone 1) le 17 février, et en France (zone 2) le 31 mars 2019. Il est édité et distribué par 20th Century Fox.
Les chiffres de ventes sont visibles sur 

## Distinctions principales
Salué par le public, le film récolte 76 nominations et remporte 41 prix dont voici les plus prestigieux.

### Récompenses
- Oscars 2019 (la cérémonie fut ouverte par Queen + Adam Lambert[112]) :
  - Oscar du meilleur acteur pour Rami Malek
  - Oscar du meilleur montage pour John Ottman
  - Oscar du meilleur montage de son pour John Warhurst et Nina Hartstone
  - Oscar du meilleur mixage de son pour Paul Massey, Tim Cavagin et John Casali
- Golden Globes 2019 :
  - Golden Globe du meilleur film dramatique
  - Golden Globe du meilleur acteur dans un film dramatique pour Rami Malek
- BAFTA 2019[113]:
  - BAFTA du meilleur acteur pour Rami Malek
  - BAFTA du meilleur son
- AACTA Awards 2019[114] : meilleur acteur pour Rami Malek
- AARP's 2019 Movies for Grownups Awards : meilleur casting
- Festival international du film de Palm Springs 2019 : meilleur acteur pour Rami Malek[115]
- Screen Actors Guild Awards 2019 : meilleur acteur pour Rami Malek[116]
- American Cinema Editors : Meilleur montage d'un film dramatique pour John Ottman
- Festival international du film de Santa Barbara 2019 : meilleur acteur pour Rami Malek
- Satellite Awards 2019 : meilleur acteur dans un film musical ou une comédie pour Rami Malek[117]
- Motion Picture Sound Editors 2019 : Outstanding Achievement in Sound Editing – Musical;Dialogue / ADR[118]
- Awards of the Japanese Academy 2018 : meilleur film étranger

### Nominations
- MTV Movie & TV Awards 2019 : meilleure performance pour Rami Malek
- Screen Actors Guild Awards 2019 : meilleure distribution
- Critics' Choice Awards 2019 : meilleur acteur pour Rami Malek, coiffures et maquillage, costumes
- BAFTA 2019 :
  - BAFTA du meilleur film britannique ;
  - BAFTA du meilleurs costumes ;
  - BAFTA du meilleurs maquillages et coiffures ;
  - BAFTA du meilleure photographie ;
  - BAFTA du meilleur montage.
- Oscars 2019 :
  - Oscar du meilleur film.

## Analyse

### Différences avec la réalité historique
Il y a un certain nombre d'arrangements avec la réalité historique de l'histoire de Freddie Mercury et de son groupe. En effet, l'action du film se déroulant entre les années 1970 et 1985, des évènements aussi bien antérieurs qu'ultérieurs à cette période ont été retranscrits pour mieux comprendre l'histoire du chanteur de Queen (comme son emploi de bagagiste à l'aéroport de Heathrow, sa rencontre avec Mary Austin et les membres du groupe Smile ou encore la révélation de sa maladie liée au SIDA) :
- Freddie Mercury habite toujours chez ses parents en 1970 dans le film alors que, en réalité, il avait quitté la maison familiale pour s'installer dans un petit appartement à louer à Kensington au printemps 1966, à la suite de son admission au Ealing Art College (en) de Londres.
- Dans le film, Freddie Mercury ne connaît pas encore les membres du groupe Smile lorsqu'il se propose de remplacer Tim Staffell à la suite du départ de ce dernier. En réalité, Freddie Mercury les connaissait déjà, car il a rencontré Staffell en 1965, durant leurs études d'arts et graphisme. Par la suite, Tim Staffell l'a présenté à Brian May et Roger Taylor. De même, Freddie Mercury a participé à plusieurs concerts du groupe en tant que pianiste, en remplacement de l'organiste Chris Smith qui sera finalement remercié. Aussi, quand il a décidé de quitter Smile en 1970, Tim Staffell a lui-même proposé à Freddie Mercury de le remplacer comme chanteur du groupe.
- Dans le film, Freddie Mercury affirme à Brian May et Roger Taylor qu'il écrit des chansons juste pour rigoler, ce qui tendrait à prouver qu'il n'a aucune expérience dans ce domaine. Or avant de former Queen, Mercury avait participé à d'autres formations, à commencer par The Hectics (en 1958 durant son pensionnat) puis Ibex, qui sera rebaptisé Wreckage, et Sour Milk Sea (entre août 1969 et mars 1970). Mais il a toujours eu une préférence pour Smile.
- Freddie Mercury a bien rencontré Mary Austin dans la boutique Biba où la jeune femme travaillait, mais en 1969, et non après un concert de Smile en 1970. À l'époque, Mary sortait avec Brian May, mais leur relation n'étant pas sérieuse, Freddie Mercury avait décidé de l'inviter à prendre un verre.
- John Deacon n'a pas rejoint la formation (qui s'appelle encore Smile dans le film) presque en même temps que Freddie Mercury en 1970, mais un an plus tard, alors que le groupe avait déjà testé trois autres bassistes (Mike Grose, Barry Mitchell et Doug Bogie)[119].
- Ce n'est pas lors de son premier concert avec Smile que Freddie Mercury a trouvé son "Gimmick" (comme il l'a dit lui-même), en déboîtant le pied de son micro pour finalement l'arracher, mais lors d'un concert de Wreckage, à la Wade Deacon Grammar School for Girls de Widnes, en novembre 1969, selon les dires de Mike Bersin (ex-membre de Wreckage).
- Queen n'a pas enregistré son premier album en 1971 comme dans le film, mais deux ans plus tard. De plus, Freddie Mercury rebaptise le groupe Queen après l'enregistrement de cet album alors qu'il en avait changé le nom bien avant, à la suite du départ de Tim Staffell.
- La chanson Seven Seas of Rhye, que le groupe enregistre en studio pour son premier album dans le film, est en fait la version du second album Queen II (la première n'étant qu'un prototype instrumental). De plus, le film laisse croire que le groupe ne sort qu'un album avant de travailler sur A Night at the Opera. En vérité, le groupe en avait sorti trois dont le succès fut croissant. Si le premier fut modeste, le second fut bien classé dans le top 5 au Royaume-Uni. C'est cependant le troisième, Sheer Heart Attack, qui lança véritablement la carrière du groupe aux États-Unis avec le tube Killer Queen.
- John Reid n'est pas devenu le manager de Queen après la sortie de leur premier album, mais trois ans plus tard, quelques mois après la sortie de Sheer Heart Attack.
- Dans le film, Queen se produit pour la première fois dans l'émission Top of the Pops en interprétant Killer Queen, une prestation enregistrée respectivement le 24 octobre 1974. Or le groupe était déjà passé dans l'émission le 21 février précédent en remplacement de David Bowie. En effet ce dernier devait à cette occasion présenter son single Rebel Rebel, extrait de son huitième album, Diamond Dogs. Mais la bande n'ayant pas été livrée à temps, l'équipe de Top of the Pops fût contrainte d'annuler la prestation du chanteur. De ce fait, la production de l'émission s'était reportée sur Queen, groupe alors quasiment inconnu, qui a interprété Seven Seas of Rhye, extrait de Queen II.
- Freddie Mercury n'a pas tendu la bague de fiançailles à Mary Austin en se mettant à genoux devant elle. Il la lui avait offerte en guise de cadeau de Noël, en l'ayant empaquetée dans des boîtes de plus en plus petites au fil du déballage.
- La chanson Fat Bottomed Girls interprétée pendant leur tournée américaine de 1975 n'a été composée puis enregistrée que trois ans plus tard, sur l'album Jazz (1978). De plus, on peut apercevoir le logo du groupe affiché sur le côté du bus alors que celui-ci n'a été utilisé qu'à partir des années 1990.
- Le personnage de Ray Foster (interprété par Mike Myers) est totalement fictif. Le véritable directeur d'EMI s'appelait Roy Featherstone (il y a cependant une proximité entre « Ray F. » et « Roy F. »). Ce personnage est en fait une fusion des deux présidents des studios Trident, Norman et Barry Sheffield.
- Lors de la dispute entre les membres au sujet de la chanson I'm in Love with my Car, Freddie dit qu'il n'y a qu'une seule « drama-queen » dans le groupe. Cela n'est pas tout à fait exact, car à l'époque, les autres membres chantaient aussi des chansons comme Roger Taylor sur I'm in Love with my Car ou Brian May sur '39. D'ailleurs, la chanson en question, sujet de cette dispute, apparaîtra bien sur le disque.
- Dans le film, le groupe rompt son contrat avec Trident (sous label d'EMI) qui assurait la production à la suite du désaccord autour de la sortie du single Bohemian Rhapsody. En réalité, ce fût non seulement pour cette raison mais aussi pour des désaccords d'ordre financier. En effet, le groupe avait acquis de très fortes dettes envers Trident pour le matériel utilisé lors des enregistrements. C'était dans ce contexte que le groupe avait engagé John Reid comme nouveau manager pour se désengager de Trident dans les meilleurs conditions possibles.
- Dans le film, Queen donne un concert à Rio de Janeiro durant une tournée mondiale entre 1976 et 1978. Or, le groupe n'a pas joué là-bas avant le festival Rock in Rio de 1985.
- En regardant la retransmission du concert de Hyde Park du 18 septembre 1976 à la télévision, Freddie Mercury affirme à Mary Austin que c'est le concert le plus payant de tous les temps alors que, en réalité, il était gratuit. Par ailleurs, ce que Freddie ne révèle pas dans le film, c'est que ce spectacle fut brutalement interrompu par la Police en raison du dépassement du créneau horaire prévu.
- Dans le film, Freddie Mercury s'installe dans sa maison de Kensington en 1980 alors que, en réalité, il y avait emménagé en 1976. De plus, lorsqu'il propose à Roger Taylor de dîner avec lui, celui-ci lui répond qu'il doit s'en aller retrouver sa femme et ses enfants (« J'dois y aller. Ma femme, les gosses, tout ça...! »). Or à ce moment-là, Taylor n'était père que d'un seul enfant, Félix Luther, né le 22 mai 1980. Le batteur aura quatre autres enfants bien des années plus tard, naissant respectivement en 1986 (de son premier mariage avec Dominique Beyrand), 1991, 1994 et 2000 (de son second avec Debbie Leng).
- Freddie Mercury n'a pas rencontré Jim Hutton après une fête dans sa maison, mais dans un bar gay. Par ailleurs, Hutton n'a pas travaillé pour Mercury comme dans le film.
- Lorsque Brian May enregistre la chanson We Will Rock You, l'action se déroule pendant une répétition en 1980. Par la suite, Freddie Mercury interprète ce tube pour la première fois lors du concert au Madison Square Garden. Or cette chanson avait été enregistrée trois ans plus tôt, sur l'album News of the World (à l'époque, Mercury n'avait pas encore les cheveux courts et ne portait pas la moustache). De plus, la chanson est une idée du guitariste après avoir découvert, au concert de Stafford en 1977, que le public a chanté en chœur You'll Never Walk Alone (hymne de supporteurs notamment du Liverpool Football Club) à la fin au lieu d'applaudir.
- Freddie Mercury n'a pas renvoyé John Reid de son propre chef, en 1980, après que ce dernier lui a émis l'idée de se lancer dans une carrière solo. En réalité, Reid avait mis fin à sa collaboration avec le groupe en 1978, non seulement par manque de temps[120] mais aussi sous l'insistance d'Elton John (le compagnon de Reid à l'époque) alors ravagé par la jalousie.

Toutefois, cette scène pourrait s'inspirer d'une altercation entre Bob Dylan et Phil Ochs. En effet, durant les fêtes de fin d'année 1965, Dylan fit écouter sa chanson Can You Please Crawl Out Your Window? à Ochs. Ce dernier affirma qu'elle ne ferait jamais un tube. Un peu plus tard, alors qu'une limousine les emmenait dans une boîte du centre de New York, Bob Dylan, fou de colère, demanda au chauffeur de s'arrêter et somma Phil Ochs de descendre de la voiture.
- La houleuse conférence de presse de 1982 et le clip I Want to Break Free de 1984 accompagnent les sorties des albums (non cités) Hot Space et The Works respectivement.
- Dans le film, la décision de Freddie Mercury d'entamer une carrière solo provoque la discorde. Roger Taylor en est le plus affecté et dit même au chanteur « Tu viens de tuer Queen ! ». Or plusieurs membres avaient déjà tenté une carrière solo bien avant cet événement :
  - Freddie Mercury a sorti un premier single, I Can Hear Music, sous le pseudonyme de Larry Lurex en 1973 ;
  - Roger Taylor a sorti un premier 45 tours, I wanna Testify (1978), puis deux albums, Fun in Space (1981) et Strange Frontier (1984) ;
  - Brian May, de son côté, a sorti un premier EP, Star Fleet Project, en 1983, accompagné d'autres musiciens comme Eddie Van Halen.

Par conséquent, la décision de Freddie Mercury n'a aucunement gêné les autres membres de Queen. Cependant son album, Mr. Bad Guy, est le premier à ne pas sortir chez EMI, mais chez CBS et Columbia. Contrairement au film où Freddie Mercury est brouillé avec ses camarades, ces derniers ont bel et bien contribué sur plusieurs chansons de l'album (bien que la pochette indiquait « Freddie Mercury remercie les autres membres de ne pas avoir pris part au projet ») selon les dires de Brian May dans une entrée de son blog le 13 juillet 2000. Il arrivait que des membres du groupe participaient ensemble à des projets en solo, comme celui de Roger Taylor.
Cette séquence est en fait inspirée de Mick Jagger des Rolling Stones. Ce dernier avait en effet lancé une carrière solo en 1984 après avoir signé un contrat juteux sans en avoir informé les autres. Après l'enregistrement de leur album Dirty Work, marqué par les tensions liés à la carrière solo du chanteur, Mick Jagger décida de se retirer du groupe comme Freddie Mercury dans le film. Ce n'est qu'après l'échec de son second album, Primitive Cool, en 1987 que Jagger réintégra le groupe.
- Freddie Mercury a renvoyé son assistant Paul Prenter non pas parce que ce dernier lui avait caché l'existence du Live Aid, mais parce qu'il avait saccagé la maison de Mercury après une soirée arrosée.
- Dans le film, durant sa réconciliation, le groupe se met d'accord que toute chanson composée et interprétée sera créditée au nom de Queen, ce qui n'aura lieu qu'à partir de 1989 jusqu'à la mort du chanteur en 1991[119].
- Bien qu'il ait réellement ressenti de premiers signes à ce moment-là, Freddie Mercury n'a pas passé les tests de dépistage du Sida en 1985, mais en 1987. De ce fait, il n'a pas annoncé sa maladie aux autres membres du groupe avant le Live Aid[119] puisqu'il ne la leur révèlera qu'en 1988, lors d'un dîner à Montreux, durant les sessions d'enregistrement de leur album The Miracle. Toutefois, selon plusieurs témoignages, dont celui de l'animateur radio Simon Bates, qui avait interviewé Freddie Mercury en avril 1985, le chanteur souffrait d'une infection à la gorge et était déjà considéré comme très malade par les médecins[120].

Principalement, tout ce qui mène au Live Aid 1985 est romancé dans le film. En effet, le biopic évoque une séparation, un départ de Freddie Mercury en Allemagne pour plusieurs mois, puis un revirement de sa part suivi d'une négociation pour donner ce concert au quasi dernier moment et avec un minimum de répétitions. En réalité, bien que Queen n'ait pas donné de concerts entre novembre 1982 et septembre 1984, le groupe a enregistré et sorti un disque en 1984 (The Works, comprenant les tubes Radio Ga Ga et I Want to Break Free) et a ensuite tourné dans le monde entier, se produisant en public jusqu'à seulement huit semaines avant le Live Aid. C'est durant ces deux mois[Lesquels ?] de pause que Freddie Mercury a enregistré son album Mr. Bad Guy.